# الرياضيات في العصر العباسي
يُعدّ علم الرياضيات من أبرز العلوم التي ازدهرت في العصر العباسي؛ حيث برز في ذلك العصر العديد من العلماء الذين أسهموا بإسهامات بارزة، وكان لإنجازاتهم تأثير عميق على تطور الفكر الرياضي في الدولة الإسلامية وحول العالم.
خلّف العلماء العباسيون إرثاً علمياً وعملياً لا يزال يُعدّ ركيزة أساسية في علم الرياضيات الحديث، ويُعَدّ علم الجبر، الذي قدّمه العالم العباسي الخوارزمي، أساسًا تعتمد عليه معظم الدراسات الحديثة.

## علم الحساب

صورة الأرقام العربية الأصلية المرسومة بالزوايا

عرّف العلماء المسلمون علم الحساب بأنه علم الأعداد، واشتُقّ اسمه من كلمة "الحساب"، وهي مصدر بمعنى العدد. وقد اطّلع العلماء على نظام الحساب الهندي، فاستفادوا من نظام الترقيم الهندي، وهذّبوه، وابتكروا منه سلسلتين، هما:
- النظام الأول: يسمى هذا النظام بنظام الأرقام الطباشيرية الذي كان يستخدمه العاملون في الموانئ لتسجيل البضائع الواردة والصادرة على متن السفن التجارية. كانت عمليات التدوين تستخدم أقلام طباشيرية لرصد البضائع والحاويات عبر رسومات هندسية تُحكّ على ألواح خشبية، تاركة وراءها غبارًا خفيفًا. اعتمدت عمليات تسجيل البضائع في الموانئ التجارية، خاصة الفينيقية المزدهرة آنذاك، على نظام عدّ الأصابع الذي استخدمه الفينيقيون، قبل أن يطوّره العرب لاحقًا باستخدام عدّ الزوايا في الرسومات. وقد انتشرت هذه الأرقام في المغرب العربي بسبب الامتداد التجاري للفينيقيين، وعند قدوم العرب إلى شمال إفريقيا، قاموا بتطوير هذه الأشكال، ليصبح نظام الترقيم يعتمد على عدد الزوايا، كما هو الحال في الأرقام 987654321. فالرقم "1" مثلًا يمثل زاوية واحدة، بينما الرقم "2" يحتوي على زاويتين عند رسمه بشكل “Z”. ومع تطور الحضارة العربية في المشرق والمغرب وامتدادها إلى الأندلس، تبنّى الأوروبيون الأرقام العربية في مختلف أنشطتهم الاقتصادية والتجارية والعلمية.
- النظام الثاني: وهو نظام الأرقام الهندية والمعروف بالطريقة المتوارثة والمنتشر في عدد من الدول العربية والعربية المشرقية والإسلامية حتى اليوم.[1] كما أبتكر المسلمون العرب رقم الصفر، الذي أحدث ثورة في العمليات الحسابية ،  وسهّل الحسابات في مجالات عدة، خاصة في علم الفلك وتقنية المعلومات والذكاء الاصطناعي وعرّفه العرب بأنه المكان الخالي من أي قيمة عددية.

ونقل الأوروبيون المصطلح العربي "صِفْر" إلى لغاتهم المختلفة، فأصبح "Cipher" بالإنجليزية، و"Chiffre" بالفرنسية، و"Ziffer" بالألمانية.
وعن تاريخ الترقيم يقول الفيلسوف كارل بوبر في كتابه تاريخ الرياضيات:
«إنه بدون اكتشاف العرب للأعداد العربية كان من الممكن أن تكون الرياضيات الآن في مهدها، ولكن بواسطتها استطاع الإنسان أن يخترع، وأن يعرف الطبيعة بأكملها».
قسّم المسلمون الأعداد العربية إلى قسمين رئيسيين: الزوجية والفردية. ودرسوا خصائص كل منهما، ووضعوا نظريات حولها، قائلين: «ما من عدد إلا وله خاصية أو عدة خواص، لا يشاركه فيها غيره». ولم يقتصر اسهام  المسلمين العرب على ذلك، بل بحثوا في النسبة والمتواليات وقسموها إلى ثلاثة أنواع:
1. المتواليات العددية.
2. المتواليات الهندسية.
3. المتواليات التوافقية ( التأليفية).

وكشفوا عن بعض حقائق النسبة فيما يتعلق بالأبعاد والأثقال، وكيفية استخراج الأنغام والألحان من النسبة التأليفية. وقد بسط إخوان الصفا في القرن الرابع الهجري القول في ذلك، حيث ذكروا في رسائلهم: «إن علم النسبة علم شريف جليل، وإن الحكماء جميع ما وضعوه من تأليف حكمتهم فعلى هذا الأصل أسسوه وأحكموه، وقضوا لهذا العلم بالفضل على سائر العلوم، إذ كانت كلها محتاجة إلى أن تكون مبنية عليه، ولولا ذلك لم يصح عمل، ولا صناعة، ولا ثبت شيء من الموجودات على الحال الأفضل».
أما فيما يتعلق بالتناسب، وطريقة استخراج المجهول، فقد أبدعوا أيما إبداع، لقد أوضحوا استخراج المجهولات بالأربعة المتناسبة، وبحساب الخطأين، وبطريقة التحليل والتعاكس، وبطريقة الجبر. كما ابتكر المسلمون طرقًا جديدة في العمليات الحسابية حملت اسم المسلمين. ومما لا شك فيه أن المسلمين هم مبتدعو الكسر العشري بما هو عليه الآن من ابتكار الخط المستقيم الفاصل بين البسط والمقام. ويقول في ذلك الأستاذ الكبير لويس كارينكى في كتابه المؤثرات على تاريخ العلوم:
إن الكسر الاعتيادي واستعماله كما هو الآن من المعالم التاريخية التي يجب أن يفخر بها المسلمون.
ويقول العالم الرياضي المشهور «ل. فودستين» في مقالة بعنوان «الاعداد العربية»: «إن وصول الرياضيات لما هي عليه الآن يرجع إلى ابتكار المسلمين لعملياتهم الحسابية العظيمة». ومن الكتب التي وضعت في الحساب:
كتاب المختصر في الجبر والمقابلة للخوارزمي الذي يعتبر الأول في نوعه من حيث التبويب والمادة العلمية؛ حيث بيّن فيه نظام الأعداد الهندي وطريقة استخدامها عمليَا عن طريق ضرب الأمثلة على ذلك، حتى يسهل على رجال المال والتجارة عملهم، كما أنه شرح فيه العمليات الحسابية الأربع اوالمقابلةلضرب والقسمة والجمع والطرح، وحدد موقع الصفر في العمليات الحسابية، كما عرض فيه العديد من الأمثلة بالنسبة إلى تقسيم الميراث، ويعتبر كتابه أول كتاب في الحساب نقله الأوربيون إلى لغاتهم، واستمر زمنًا طويلا مرجعًا هامًا للعلماء والتجار والمحاسبين، ويدل الكتاب على أن المسلمين ابتكروا كثيرًا من المسائل التي تشحذ الذهن وتقوى التفكير، كما أنه يعكس الأسلوب المتميز الذي اتبعوه في إجراء العمليات الحسابية بحيث كانوا يوردون لكل عملية حسابية طرقًا متعددة تتمشى مع مراحل النمو. ومن الطريف أن علماء التربية الحديثة أوصوا باستخدام «خوارزمية الضرب بطريقة الشبكة» في المدارس الابتدائية لسهولة فهمها ومقدرة طلاب هذه المرحلة على استيعابها. وكتاب «الباهر» في الحساب والجبر وعلاقتهما بالهندسة للسموأل بن يحيى المغربى، وقد نشرت مخطوطة هذا الكتاب حديثًا في سوريا، وهو كتاب يعرف بعالم رياضي جليل يحتل مكانة عالية بين علماء العرب والمسلمين.
وهناك كتب كثيرة أخرى لا تقل أهمية عن ذلك مثل:
- كتاب الجامع في أصول الحساب للحسن بن الهيثم.
- وكتاب «المقنع في الحساب» للقاضي النسوي.
- وكتب «الفخري» و«الكافى» و«البديع» لأبو بكر الكرجي، وغيرها.

كذلك لعبت بعض المؤلفات في علم الحساب دورًا هامًا في الكشف عن اللوغاريتمات ووضع جداولها التي أصبحت عظيمة الفائدة في تسهيل حل المسائل المتضمنة أعداداً كبيرة وتقوم فكرتها أساساًً على استبدال عمليات الضرب والقسمة بعمليات الجمع والطرح، ومعرفة الصلة بين حدود المتواليات الهندسية وحدود المتواليات العددية. ومن هذه المؤلفات كتاب «الجمع والتفريق» لسنان بن الفتح الحراني الذي شرح فيه كيفية إجراء عمليات الضرب والقسمة بواسطة عمليات الجمع والطرح. واستطاع ابن يونس المصري أن يتوصل إلى إيجاد المبرهنة الاتية:
مبرهنة — جتا س جتا ص = ½ جتا (س+ص) +½ جتا (س-ص)
وكان لهذا القانون قيمة كبيرة عند علماء الفلك قبل اكتشاف اللوغاريتمات؛ إذ يسهل حلول كثير من المسائل الطويلة المعقدة. ومازالت في أوروبا جداول اللوغاريتمات المعروفة في عصرنا تحمل اسم الخوارزمي أو «اللغوريتمى».

## علم الجبر
سرعان ما طرق المسلمون باب التاريخ وسجلوا لأول مرة "علم الجبر" وعنهم أخذ العالم هذه الكلمة "Algebra" الإنجليزية، بأبعادها العلمية، وبذلك يُعدّ علم الجبر علماً إسلامي النشأة، وهذه حقيقة أقرّ بها العديد من العلماء، إذ أشار المؤرخ كاجوري في كتابه  تاريخ الرياضيات، حيث قال:
" إن العقل ليدهش عندما يرى ما قدمه المسلمون في علم الجبر، لأنهم في الحقيقة قدموه في صورة علمية ناضجة، سار على منوالهم فيها جميع الدارسين للرياضيات".
وكان كتاب «الجبر والمقابلة» للخوارزمي هو مصدر  الأساسي لهذا العلم ، حيث استنبطه واستخرجه، وقدم فيه 800 مثالٍ، ثم نقله إلى اللاتينية «جيرار الكريمونى» خلال القرن الـ12م، فاعتمدت عليه جامعات أوروبا حتى القرن الـ16م، وبواسطته تعرّفت أوروبا على مبادئ علم الجبر. 
حظي كتاب الجبر والمقابلة بعدد من الشروح التي قدّمها علماء مسلمون اهتموا بتطوير هذا العلم والإضافة إليه، ومنهم حظي كتاب الجبر والمقابلة بعدد من الشروح التي قدّمها علماء مسلمون اهتموا بتطوير هذا العلم والإضافة إليه، ومنهم: أبي الوفاء البوزجاني، وأبو بكر الكرخي، والسموأل المغربي، وعبد الله بن الحسن الحاسب، وغيرهم.

### إسهامات المسلمين في التفاضل والتكامل
كما أن العالم ثابت بن قرة توصّل إلى حجم الجسم المكافئ؛ ولذلك يعتبره كثير من الرياضيين مبتكر علم التفاضل والتكامل. وذكر البروفيسورديفيد سميث في كتابه تاريخ الرياضيات:
"إن ثابت بن قرة، صاحب الفضل في اكتشاف علم التفاضل والتكامل؛ حيث أوجد حجم الجسم المكافئ، وذلك في عام 256هـ."
ويُعدّ علم التفاضل والتكامل أساسًا لحل العديد من المسائل الرياضية المعقدة.

### عمر الخيام وتطوير الجبر
تقدم عمر الخيام بعلم الجبر خطوات إلى الأمام، وله كتاب نشر حديثًا الولايات المتحدة عام 1932م، إلى جانب كتبه الأخرى المترجمة إلى اللغات الاجنبية وخاصة الفرنسية، وقد تميز كتابه في الجبر عن كتاب الخوارزمي، وطور المعادلات الجبرية من الدرجة الثالثة والرابعة بواسطة قطع المخروط، وهو أرقى ما وصل إليه المسلمون في الجبر، بل هو من الإنجازات المهمة في تاريخ الرياضيات..

### أبرز علماء العصر العباسي
1. الخليل بن أحمد الفراهيدي: أحد أشهر علماء اللغة والشعر والأدب وعلم العروض والنحو.
2. الجاحظ: عالم في البلاغة والأدب.
3. الأصمعيّ أحد علماء اللغة والأدب.
4. الإمام أبو حنيفة: أحد ائمة الفقه الإسلامي.
5. القاضي أبو يوسف: عالم في الفقه الإسلامي.
6. المسعودي :برز في  علم الجغرافيا.
7. أبو الحسن بن الهيثم : عالم في الفيزياء والرياضيات.
8. محمّد بن زكريا الرازي: اشتهر في الطب.
9. محمدٍ بن موسى الخوارزمي الذي برز في علم الجبر.
10. جابر بن حيان: برع في الكيمياء .

### ابن الهيثم وإسهاماته العلمية
- ابن الهيثم، واسمه محمد بن الحسن بن الحسن بن الهيثم، المكنى بأبي علي البصري، وُلد في مدينة البصرة عام 965م، وكان عالماُ بارزًا في الرياضيات والبصريات والهندسة، حيث قدّم العديد من الاكتشافات العلمية التي تتطابق مع العلم الحديث. عاصر ابن الهيثم الخليفة الفاطمي الحاكم بأمر الله، الذي اهتمّ بالعلم والعلماء، فأنشأ دار الحكمة في القاهرة. كما درس ابن الهيثم الطب في بغداد وتخصّص في طب العيون. ورغم وجود العديد من كبار العلماء في المدينة، إلّا أن أهل بغداد كانوا يقصدونه لطلب المعرفة في مختلف المجالات.  ومن أهم مؤلفاته كتاب جمع فيه بين هندسة إقليدس وأبولونيوس، وطبّق عليه علم المنطق، ليُشكّل بذلك أحد أبرز المساهمات في الفكر العلمي الإسلامي.[4]

## علم الهندسة
تعتبر الهندسة من أبرز شواهد الحضارة الإنسانية وتطورها، وللمسلمين فيها باع طويل، فقد حفظوها من الضياع طوال العصور الوسطى، وأسلموها إلى أوروبا لتبنى عليها، واستخدموا الجبر في بيان أوجهها، وشرحوا، وفرعوا، وأضافوا إضافات جديدة، كأسس الهندسة التحليلية، ولا يخفى أن الرياضيات الحديثة تبدأ منها، وترجموا كثيرًا من الكتب لإقليدس وبطليموس وأرخميدس. ثم تصدى لشرح كتاب إقليدس وبرهان مسلماته كثيرون مثل: البيروني، والحسن ابن الهيثم، وعمر الخيام، وغيرهم كما تطرقوا إلى قضايا وبحوث جديدة لم يتناولها إقليدس.
وكان كتاب ابن الهيثم «شرح مصادرات إقليدس» الذي عنى بالمسلمات، وكتابه «حل شكوك إقليدس في الأصول وشرح معانيه» من أهم المؤلفات التي أثارت العديد من المجادلات والمناقشات العلمية، وفتحت الباب لمزيد من التأليف في هذا المجال. وبقيت أوروبا تستعمل في جامعاتها هندسة إقليدس المترجمة عن اللغة العربية حتى القرن (16م)، واستطاع عمر الخيام أن يبرهن أن مجموع زوايا أي شكل رباعي تساوى (360ْ) ومجموع زوايا أي مثلث تساوى (180ْ). وكان للبيروني جهود مشكورة في علم الهندسة، ومن كتبه «استخراج الأوتار في الدائرة بخواص الخط المنحنى فيها»، وقد أراد البيروني في هذا الكتاب تصحيح دعوى القدماء اليونانيين في انقسام الخط المنحنى في كل قوس بالعمود النازل عليها من منتصفها والتغيير من خواصه. وقد ركز علماء المسلمين على الهندسة التطبيقية، ويتجلى هذا بوضوح في بعض مؤلفات ابن الهيثم كمقالته في «استخراج سمت القبلة»، ومقالته «فيما تدعو إليه حاجة الأمور الشرعية من الأمور الهندسية»، وكتاب طابق فيه بين الأبنية والحفور بجميع الأشكال الهندسية، وغيرها، ومن المؤلفات القيمة في علم الهندسة كتاب «الشكل الهندسي» لمحمد بن موسى بن شاكر، وكتاب في «استخراج المسائل الهندسية» لثابت بن قرة، وكتاب في «الأعمال الهندسية» لنفس المؤلف، وكتاب «الأعمال الهندسية» لأبى الوفاء البوزجاني. وأعطى الكندي جزءًا كبيرًا من وقته لعلم الهندسة؛ فألف فيها (32)كتابًا ورسالة، منها رسالة في «الهندسة الكروية»، ورسالة في «الأشكال الكروية»، ورسالة في «الهندسة المستوية»، وكتاب في «تسطيح الكرة» وغير ذلك.

## علم حساب المثلثات
وعلم حساب المثلثات علم عربي إسلامي، ويسمى علم الأنساب وهو فرع من فروع الرياضيات يبين النسب بين أضلاع المثلث وزواياه، ويعترف جميع علماء الرياضيات الأوربيين بأن المسلمين أسهموا الإسهام الأساسي في إنشاء علم المثلثات، وأن الفضل يرجع لهم في جعله علمًا منتظمًا ومستقلا عن علم الفلك، وقد كانوا يستخدمون هذا العلم في قياس المساحات الكبيرة والمسافات الطويلة، ودراسة الفلك والاهتداء في الملاحة البحرية.
وقد قال «رام لاندو» في كتابه «المؤثر على حضارة العرب»: «إن حساب المثلثات في أوروبا كان مأخوذًا من علم حساب المثلثات عند المسلمين. ويقول» ديفيد سميث «في كتابه تاريخ الرياضيات»: «...ولم تدرس المثلثات الكروية المائلة بصورة جديدة وجدية إلا على أيدى العرب والمسلمين في القرن الرابع الهجري، العاشر الميلادي» وقد قام المسلمون بحل معادلات مثلثية كثيرة عن طرق التقريب، وهم أول من أدخل المماس في إعداد النسب المثلثية. ويروى مؤرخو الرياضيات أن علماء المسلمين كانوا هم أول من استعمل المعادلات المثلثية، وإليهم يرجع الفضل في تطوير الظل والجيب في علم حساب المثلثات. ويقول "جوزيف هل" في كتابه "حضارة العرب": "إن علم الجيب والظل يعتبر من تراث السلمين"، ويضيف الدكتور "دارك ستروك" في كتابه "المختصر في تاريخ الرياضيات": "إن كلمة جيب كلمة عربية، وهذا لا يترك مجالا للشك في أن الفضل يرجع إلى المسلمين في تطويرها إلى ماهي عليه الآن". ومن العلماء المسلمين الذين برزوا في هذا العلم ابن سنان البتانى، وهو أول من استعمل المعادلات المثلثية، وأبو الوفاء البوزجانى أول من أدخل المماس في عداد النسب المثلثية، واستخدم المماسات، والقواطع، ونظائرها في قياس المثلثات والزوايا. كما ابتكر طريقة لإنشاء جداول للجيوب في المثلثات المستوية، وأعطى جيب نصف الدرجة صحيحًا لثمانية أرقام عشرية، ووضع جداول لنسبة الظل التي أدخلها مع نسبتي القاطع وقاطع التمام. ومن العلماء الذين أسهموا في علم المثلثات: أبو العباس التبريزي، وأبو جعفر الخازن في القرن الرابع الهجري، والبيروني، والعالم الأندلسي الجليل أبو إسحاق إبراهيم بن يحيى النقاش المعروف بابن الزرقالى عند الغربيين، وكان له أثر عظيم في علم حساب المثلثات وخاصة المثلث الكروي، ووجد اسم جيب الزاوية واستعمالها في كتاب ابن الزرقالى. وقد ألف كذلك جداول لعلم حساب المثلثات ترجمها الغرب إلى اللاتينية. ويقول "سيديو" عن إنجازات البتانى في علم المثلثات: "يرجع أول تقدم في علم المثلثات إلى البتانى، فقد بدا لهذا الفلكي العظيم -الملقب ببطليموس العرب- أن يستبدل الأقواس بالأوتار للأقواس المضاعفة أي جيوب الأقواس المقترحة". ثم يذكر من أقوال البتانى قوله: "لم يستعمل بطليموس الأوتار الكاملة إلا لتسهيل التطبيقات، وأما نحن فقد اتخذنا أنصاف الأقواس المضاعفة". وانتهى البتانى إلى الدستور الأساسي للمثلثات الكرية فطبقه غير مرة، ونجد في كتب البتانى لأول مرة مبدأ مماس القوس، وتعبير (جيب تمام الجيب) الذي لم يستعمله الإغريق قط، وأدخل البتانى هذا المبدأ إلى حسابات الساعة الشمسية فسماه الظل الممدود، وليس هذا سوى المماس المثلثي عند علماء الوقت الحاضر. وأضاف "إيرك بل" في كتابه "تطورات الرياضيات": "إن البتانى هو أول عالم أدخل علم الجبر على علم حساب المثلثات بدلا من الهندسة كما كان الحال في القديم. ومن أشهر المشتغلين بعلم الرياضيات والميكانيك: أبناء موسى بن شاكر، وقد عالجوا ألوانًا من التأليف طرقت: علم الحيل، وعلم المثلثات؛ حيث لجأوا إلى طريقة جديدة تعتمد المنحنيات في تقسيم الزاوية إلى ثلاثة أقسام متساوية، ووضع مقدارين ليتوالى على قسمة واحدة واستعملوا القانون المشهور في عالم المثلثات باسم "قانون هيرون"، وذلك لتقدير مساحة المثلث إذا علم طول كل ضلع من أضلاعه.
وقضى أبو الوفاء جل وقته في دراسة مؤلفات البتانى في علم حساب المثلثات فعلق عليها وفسر الغامض منها. ويقول الدكتور «موريس كلاين» عن أبى الوفاء في كتابه «تاريخ الرياضيات من الغابر إلى الحاضر»: «إن أبا الوفاء عرف بعض النقط الغامضة في مؤلفات العالم المسلم المشهور البتانى وشرحها». وهكذا أسهمت الحضارة الإسلامية في إثراء الفكر الرياضي بأهم مقومات تقدمه وازدهاره، وهي العناية بالبحث العلمي والتطبيقي إلى جانب الدراسات النظرية على أساس علمي سليم يعتمد على المنهج التجريبي الاستقرائي؛ ولهذا حفل التراث العلمي الإسلامي بالكثير من النظريات والأفكار الرياضية الأصيلة التي أجمع المؤرخون على أهميتها واعتماد المحدثين عليها. ويقول الكاتب «رام لاندو» في كتابه «مآثر العرب في الحضارة»: «إن المسلمين قدموا كثيرًا من الابتكارات في حقل الرياضيات، ومع ذلك فإن معظم الأمريكان والأوربيين لم يعودوا يتذكرون من أي مخزن اكتسب العالم المسيحي الأدوات التي لم يكن لتصل الحضارة الغربية إلى مستواها الحالي إلا بها". وظهر من علماء الرياضيات النابغين مجموعة كبيرة تكمل انجازات السابقين وتبنى عليها ومن هؤلاء: نصير الدين الطوسي، وكان عالمًا فذًا في الرياضيات والفلك، ويقول «جورج سارتون» في كتابه تاريخ العلوم: «إن نصير الدين الطوسي يعتبر من أعظم علماء الإسلام ومن أكبر رياضييهم "فأبدع في علم الرياضيات بجميع فروعه، ويوضح ذلك الدكتور «موريس كلاين» في كتابه "تاريخ الرياضيات من الغابر حتى الحاضر": "أن نصير الدين الطوسي كان يعرف معرفة تامة الأعداد الصم، ويظهر ذلك من بحوثه لمعادلات صماء مثل:
الجذر التربيعي لـ (أ ب) = حاصل ضرب الجذر التربيعي لـ (أ) × الجذر التربيعي لـ (ب)، والجذر التربيعي لحاصل ضرب (أ2) × (ب2) = أب.
كما كانت لديه خبرة جيدة بالدوال الجبرية الصماء، وبالمثلث الكروي القائم الزاوية وهذا يظهر من رسالة "الأشكال الرباعية الأضلاع "، ويقول الدكتور "درك سيترك" في كتابه "ملخص تاريخ الرياضيات": "إن نصير الدين الطوسي من المفكرين الأوائل في الاعداد التي ليس لها جذور-الأعداد الصم-، ولو أعطى كل ذي حق حقه فإنه من الجدير أن يقال إنه المبتكر الأول لهذه الأعداد التي لعبت في الغابر دورًا مهمًا ولا تزال لها أهميتها العظمى في الرياضيات الحديثة التي تدرس الآن في جميع أنحاء العالم. واشتهر نصير الدين الطوسي بعلم حساب المثلثات، فألف فيه كتاب " شكل القطاعات"، وهو يحتوى على حساب المثلثات فقط، فنجح بذلك في فصل حساب المثلثات عن علم الفلك، ويذكر الدكتور "ديفيد يوجين سميث" في كتابه "تاريخ الرياضيات": "إن نصير الدين كتب أول كتاب في علم حساب المثلثات سنه 648هـ نجح فيه نجاحًا تامًا في فصل حساب المثلثات عن علم الفلك"، ثم أضاف "...إن نصير الدين هو أول من طور نظريات جيب الزاوية إلى ما هي عليه الآن مستعملاً في المثلث المستوى". وأوضح البروفيسور "إريك بل" في كتابه "الرياضيات وتطويرها عبر التاريخ": أنه كان لكتاب نصير الدين الطوسي في علم حساب المثلثات الأثر الكبير في علماء الرياضيات في الشرق والغرب، بما فيه من الابتكارات الجديدة التي أفادت وطورت هذا الحقل". كما اهتم بالهندسة الفوقية، أو الهندسة الإقليدية، فقال البروفيسور "درك سترديك" في كتابه "ملخص تاريخ الرياضيات": "إن نصير الدين الطوسي حاول بكل جدارة أن يبرهن على الموضوعة الخامسة من موضوعات إقليدس، فكانت محاولته بدء عصر جديد في علم الرياضيات الحديثة؛ لهذا انصبت عقليته العظيمة على برهانها، وهو: (أن مجموع زوايا المثلث تساوى زاويتين قائمتين). وألف نصير الدين الطوسي أكثر من (145) مؤلفا في حقول مختلفة منها: علم حساب المثلثات، والجبر، والهندسة، والجغرافية، والهيئة، وغيرها منها: مقالة تحتوى على الشكل القطاعي السطحي والنسب الواقعة فيه، والرسالة الشافية عن الشك في الخطوط المتوازية، كتاب تحرير إقليدس، وغيرها؛ ولهذا فإن نصير الدين ترجم ودرس واختصر، وأضاف نظريات جديدة إلى إنتاج من سبقه من علماء شرقيين وغربيين، فأرسى قواعد إنتاجه العلمي على تجاربه، وتجارب الآخرين وألوان نشاطهم المختلفة، كما كان نصير الدين الطوسي موسوعة في العلوم كلها، فألف كتبًا كثيرة استفاد منها من تبعه.

## أنظر أيضاً
• علم الفلك في عصر الحضارة الإسلامية
• العلم في عصر الحضارة الإسلامية
• الطب والصيدلة في عصر الحضارة الإسلامية
• العصر الذهبي للإسلام